# Sebastián Méndez (calciatore cileno)
Sebastián Antonio Méndez Plaza (Villa Alemana, 6 giugno 1986) è un calciatore cileno, centrocampista del San Marcos de Arica.

## Carriera
Ha giocato nella prima divisione cilena.